# Rajd Kormoran 1983
Rajd Kormoran 1983 – 11. edycja Rajdu Kormoran. Był to rajd samochodowy rozgrywany od 8 do 9 października 1983 roku. Była to trzecia runda Rajdowych Samochodowych Mistrzostw Polski w roku 1983. Rajd składał się z dwudziestu sześciu odcinków specjalnych. Został rozegrany na nawierzchni szutrowej. Zwycięzcą rajdu został Marian Bublewicz.

## Wyniki końcowe rajdu[1][2]
| Miejsce | Kierowca            | Pilot                | Samochód              | Czas | Strata | Grupa Klasa |
| ------- | ------------------- | -------------------- | --------------------- | ---- | ------ | ----------- |
| 1       | Marian Bublewicz    | Ryszard Żyszkowski   | FSO Polonez 2000      |      | -      | II/9-15     |
| 2       | Paweł Przybylski    | Mirosław Szulc       | FSO 1600              |      |        | A-FSO       |
| 3       | Andrzej Białowąs    | Wojciech Ondraczek   | FSO 1500 A            |      |        | A-FSO       |
| 4       | Grzegorz Malinowski | Marek Pawłowski      | FSO 1600 A            |      |        | A-FSO       |
| 5       | Czesław Zadygowicz  | Tadeusz Wieczeryński | FSO Polonez 2000      |      |        | II/9-15     |
| 6       | Marek Sadowski      | Michał Broniatowski  | Polski Fiat 125p 1500 |      |        | I/1-8       |
| 7       | Andrzej Bagiński    | Wojciech Rutkiewicz  | Renault 5 Alpine      |      |        | II/8        |
| 8       | Mariusz Kostrzak    | Witold Bogdański     | Polski Fiat 125p 1500 |      |        | A-FSO       |
| 9       | Andrzej Witkowicz   | Marek Oziębło        | Ford Escort RS1600i   |      |        | I/1-8       |
| 10      | Romuald Chałas      | Grzegorz Gac         | Polski Fiat 125p 1500 |      |        | I/1-8       |